# خان ميسلون
خان ميسلون

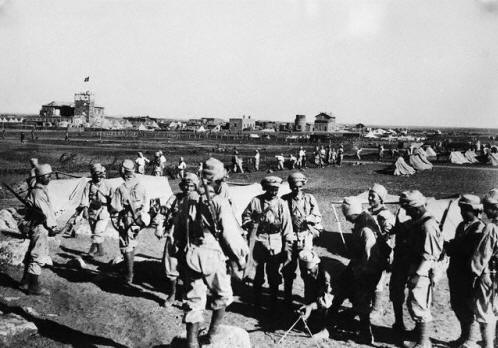
معركة ميسلون

ميسلون هي منطقة في الجبال بالقرب من دمشق في سورية ، وفيها خان واستراحة ومحطة للمسافرين كانت على طريق العربات القديم الذي يربط ما بين دمشق وبيروت في القرن التاسع عشر وبداية القرن العشرين .
يوجد في ميسلون استراحة وهو الخان المعروف ب خان ميسلون وهو الاستراحة الأولى للمسافرين من دمشق أو للقادمين من بيروت في عربات السفر القديمة التي تجرها الخيل أو على ظهور الخيل. اشتهرت المنطقة ب بمعركة شهيرة ، وهي معركة بين القوات العربية بقيادة وزير الحربية العربي البطل يوسف العظمة وبين القوات الفرنسية دافع فيها البطل يوسف العظمة ومن معه من الأبطال المجاهدين بشجاعة عن وطنهم ، ويوجد في ميسلون نصب تذكاري يخلّد شهداء معركة ميسلون .
‌